# Кумранские календарные тексты
Существует около двадцати различных текстов из Кумрана, которые описывают 364-дневный солнечный календарь. Они в основном очень фрагментарны. Однако, они существенно отличаются от Вавилонского лунного календаря, который перерос в 354-дневный еврейский календарь. Календарный год делили на четыре квартала. Праздники были ориентированы на солнечный год, и проходили в разные дни в отличие от тех, которые указаны в Вавилонском календаре. Многие тексты, содержащие еженедельные расписания храмовой службы в течение двадцати четырёх семей священников, известны как Mishmarot.

## Структура
Год состоит из двенадцати месяцев, которые собраны в кварталы. Каждый квартал состоит из трёх месяцев, два из которых содержат 30 дней и один 31 день, то есть 91 день или 13 недель. Следующая таблица показывает кварталы года. Названия приведены только для облегчения понимания. За исключением субботы, остальные дни были просто пронумерованы.
|             |  | Месяцы 1, 4, 7, 10 | Месяцы 1, 4, 7, 10 | Месяцы 1, 4, 7, 10 | Месяцы 1, 4, 7, 10 | Месяцы 1, 4, 7, 10 | Месяцы 2, 5, 8, 11 | Месяцы 2, 5, 8, 11 | Месяцы 2, 5, 8, 11 | Месяцы 2, 5, 8, 11 | Месяцы 2, 5, 8, 11 | Месяцы 3, 6, 9, 12 | Месяцы 3, 6, 9, 12 | Месяцы 3, 6, 9, 12 | Месяцы 3, 6, 9, 12 | Месяцы 3, 6, 9, 12 |
| Среда       |  | 1                  | 8                  | 15                 | 22                 | 29                 |                    | 6                  | 13                 | 20                 | 27                 |                    | 4                  | 11                 | 18                 | 25                 |
| Четверг     |  | 2                  | 9                  | 16                 | 23                 | 30                 |                    | 7                  | 14                 | 21                 | 28                 |                    | 5                  | 12                 | 19                 | 26                 |
| Пятница     |  | 3                  | 10                 | 17                 | 24                 |                    | 1                  | 8                  | 15                 | 22                 | 29                 |                    | 6                  | 13                 | 20                 | 27                 |
| Суббота     |  | 4                  | 11                 | 18                 | 25                 |                    | 2                  | 9                  | 16                 | 23                 | 30                 |                    | 7                  | 14                 | 21                 | 28                 |
| Воскресенье |  | 5                  | 12                 | 19                 | 26                 |                    | 3                  | 10                 | 17                 | 24                 |                    | 1                  | 8                  | 15                 | 22                 | 29                 |
| Понедельник |  | 6                  | 13                 | 20                 | 27                 |                    | 4                  | 11                 | 18                 | 25                 |                    | 2                  | 9                  | 16                 | 23                 | 30                 |
| Вторник     |  | 7                  | 14                 | 21                 | 28                 |                    | 5                  | 12                 | 19                 | 26                 |                    | 3                  | 10                 | 17                 | 24                 | 31                 |

Год и каждый из его кварталов начинается в тот же день, четвёртый день недели (в настоящее время — среду). Это был день недели, когда Солнце было создано в Бытие 1:14-18.
Однако календарь, в том виде, в каком мы его знаем, составляет 364 дня, что на один с четвертью дня меньше настоящего года. Это означает, что если бы это было реализовано на практике, оно бы быстро потеряло синхронизацию с астрономическими событиями. По этой причине Лоуренс Шиффман высказал мнение, что «этот календарь никогда не использовался, за исключением, возможно, короткого периода». Уве Глессмер предположил на основе 4Q319 («отот»), что календарь фактически был интеркалирован, неделю добавляли каждые семь лет, чтобы синхронизировать его с солнечным годом. Роджер Беквит предположил, что расхождение между календарным и истинным году, хотя и заметил, не может быть интерес для сообщества, которые использовали календарь.

## Mishmarot
Mishmarot содержит еженедельные расписания храмовой службы двадцати четырёх священнических семей, которые выполняли обязанности в храме. Порядок семей описан в 1 Паралипоменон 24:7-18. В течение шести лет завершает полный цикл повтора и на следующий год вновь начинается новый цикл с первой жреческой семьи.
Вот несколько записей в 4Q325 («Mishmarot Д»):
Начало второго месяца — это шестой [день] пути Иедаии. Второго числа месяца — суббота в течение Харима…
По мере того, как проходят годы, обычно отмечаются субботы и праздники. Например (из 4Q326):
[… вечером четырнадцатого дня месяца] — праздник опресноков. В четвёртый день недели — святое собрание. Двадцать пятого числа месяца] суббота. Двадцать шестого числа месяца — фестиваль Б [арлей]….
Тексты довольно фрагментарны, но поскольку большая часть материала носит шаблонный характер, восстановить их относительно легко.
Один из этих текстов, крайне обрывочные Mishmarot C (4Q322-324b), также содержит ряд исторических намёков, в которых упоминаются имена «Йоханан» (возможно, Иоанна Гиркана) и Шеламзион (Саломея Александра). Призрачные фрагменты текста гласили: «Шеламцион вошёл…» и «Гиркан восстал…» (предположительно Гиркан II, который восстал против своего брата Аристобула II). Ещё один фрагмент дважды упоминает «Амелиос убил…» Эмилий Скавр (один из помощников Помпея в Иудее в 63 году до н. э.).

## Другие тексты
Среди календарные работ есть 4Q317, в которой указаны фазы Луны по отношению к 364-дневному календарю, 4Q318 («Бронтологион»), который содержит раздел, в котором для предсказания будущего использовался гром (др.-греч. brontos), чтобы предсказывать будущее, и 4Q319 (отот или «знаки»), который анализирует определённые события в течение 294 года, то есть шесть циклов.